# Ladon (Loiret)
Ladon ist eine französische Gemeinde mit 1.394 Einwohnern (Stand: 1. Januar 2022) im Département Loiret in der Region Centre-Val de Loire. Sie ist Teil des Kantons Lorris im Arrondissement Montargis. Die Einwohner werden Ladonnais genannt.

## Geographie
Ladon liegt etwa 50 Kilometer ostnordöstlich von Orléans. Umgeben wird Ladon von den Nachbargemeinden Lorcy im Norden, Chapelon im Nordosten, Moulon im Osten und Nordosten, Villemoutiers im Süden und Osten, Ouzouer-sous-Bellegarde im Südwesten sowie Mézières-en-Gâtinais im Westen und Nordwesten.

## Bevölkerungsentwicklung
| 1962                       | 1968 | 1975 | 1982 | 1990 | 1999 | 2006 | 2018 | 2021 |
| -------------------------- | ---- | ---- | ---- | ---- | ---- | ---- | ---- | ---- |
| 0877                       | 0912 | 0867 | 1084 | 1212 | 1106 | 1349 | 1388 | 1385 |
| Quellen: Cassini und INSEE |      |      |      |      |      |      |      |      |

## Sehenswürdigkeiten
- Kirche Saint-Hilaire aus dem 15. Jahrhundert, Monument historique
- Markthalle aus dem 17. Jahrhundert, seit 1971 Monument historique

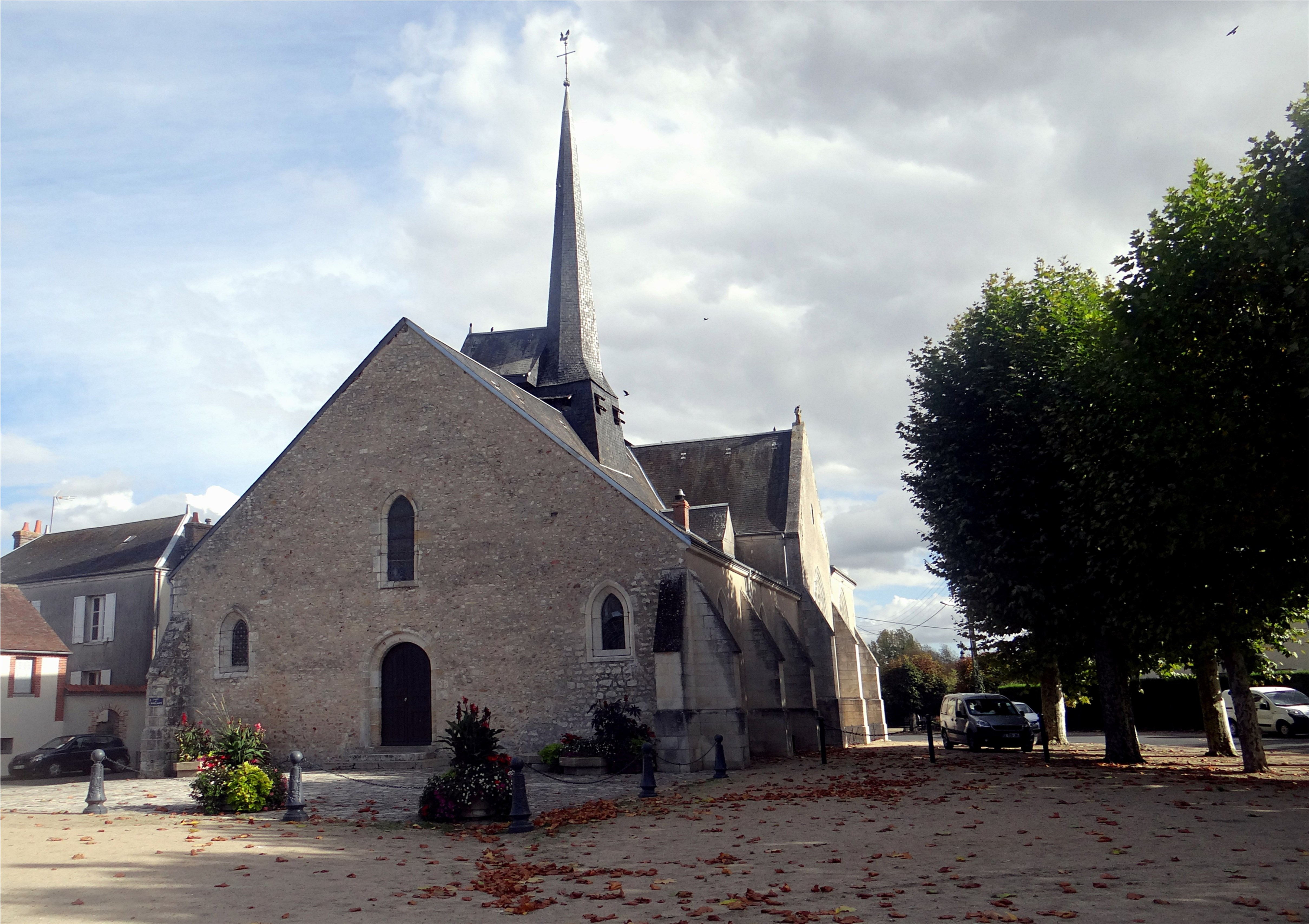
Kirche Saint-Hilaire
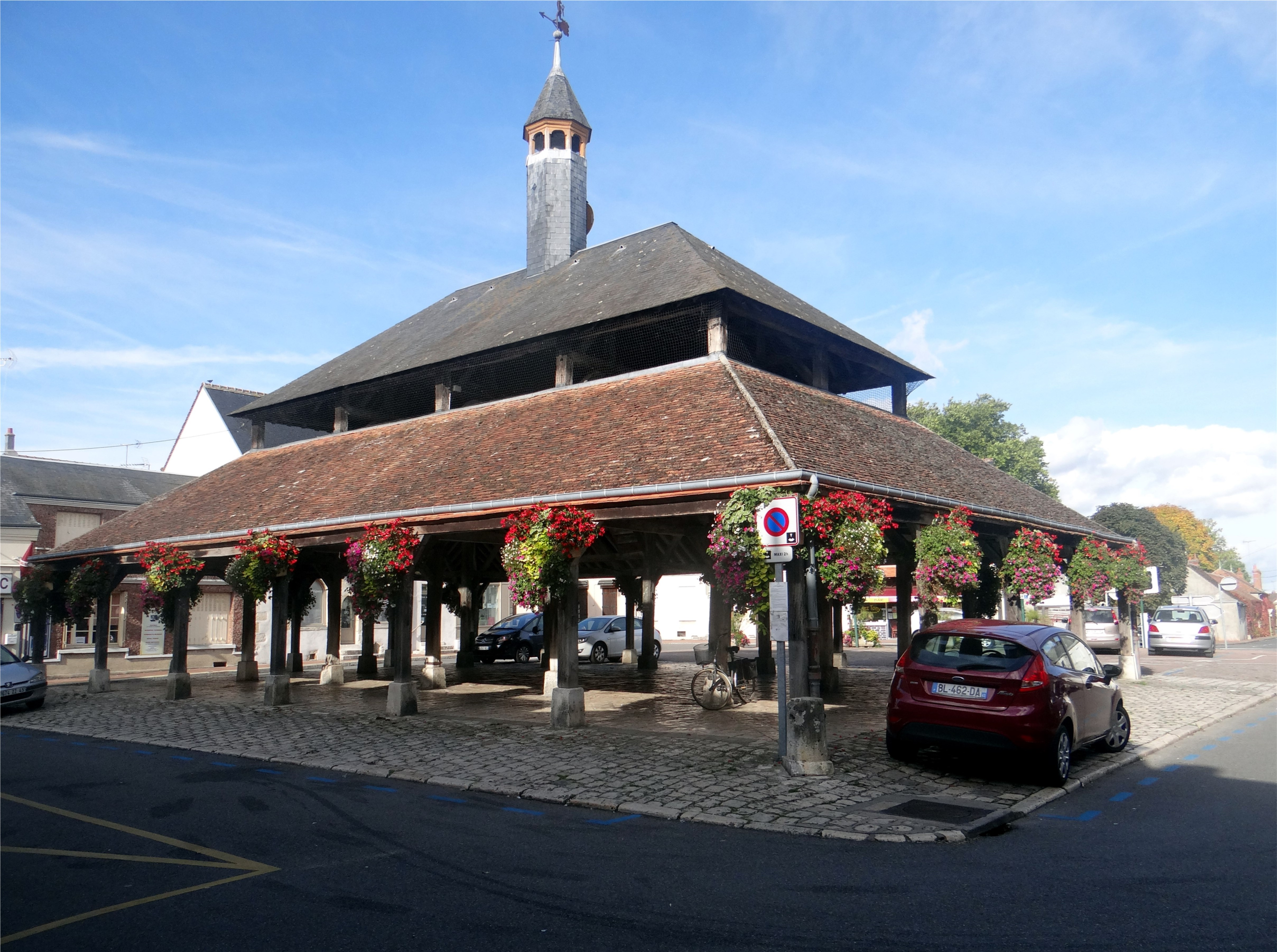
Markthalle